# Biała (Zgierz)
Pour les articles homonymes, voir Biała.
Biała est une localité polonaise de la gmina et du powiat de Zgierz en voïvodie de Łódź. Elle est le sołtys du sołectwo du même nom, qui comprend aussi les villages de Cyprianów, Jeżewo, Głowa et Leonów.

## Culture locale et patrimoine
Selon l'Institut national du patrimoine polonais (pl), la ville possède deux monuments notables : l'église paroissiale de Saint Pierre et Paul (« kościół parafialny pw. świętych Piotra i Pawła »), qui est une église en bois, ainsi qu'un beffroi en bois, tous deux du XVIIIe ou du XIXe siècle.
Un cimetière datant de la culture de Przeworsk a été retrouvé dans ce village, contenant une urne funéraire: l'urne funéraire de Biała (en), qui a été utilisée pendant la Seconde Guerre mondiale à des fins de propagande. Elle comportait une swastika, ce qui a été utilisé par les nazis pour justifier une présence allemande durant l'antiquité. L'image de cette urne est devenue l'emblème de l'occupation de la ville de Łódź pendant la guerre.